# Nelli Feryabnikova
Nelli Vasilyevna Feryabnikova (cirílico:Нелли Васильевна Ферябникова) (Vorkuta , 14 de maio de 1949) é uma ex-basquetebolista russa que integrou a Seleção Soviética Feminina que conquistou as Medalhas de Ouro disputadas no XXI Jogos Olímpicos de Verão realizados em 1976 na Cidade de Montreal, Canadá e nos XXII Jogos Olímpicos de Verão realizados em 1980 na cidade de Moscou.